# Большие Голы
Больши́е Го́лы — село в Качугском районе Иркутской области. Входит в Качугское муниципальное образование.
Расположено на правом берегу Лены, в 12 км к юго-востоку о посёлка городского типа Качуг.

## Население
| 2002 | 2010 | 2011 | 2012 |
| ---- | ---- | ---- | ---- |
| 208  | ↘157 | →157 | ↘147 |

## Происхождение названия
Среди жителей населённых пунктов Большие Голы, Малые Голы и Косогол бытует легенда, будто основали их три брата: большой голый, малый голый и косой голый. Иногда добавляют и четвёртого брата — босого голого, объясняя его прозвищем название деревни Босогол. Однако, данная легенда является плодом народной этимологии.
В действительности, в переводе с бурятского, а также с некоторых тюркских языков гол означает ручей, долина.

## История
Преимущественным занятием местных жителей на протяжении существования села было растениеводство и разведение крупного рогатого скота. В XVIII—XIX веках село славилось своими лодками (малыми — карбасами и большими — паузками).

## Известные уроженцы села
22 сентября 1922 года в селе родился впоследствии Герой Советского Союза Роман Спиридонович Машков. Пройдя всю войну от первого до последнего дня, он вернулся в родное село и продолжил работу на селе.